# Вейерштрасс, Карл
Карл Те́одор Вильге́льм Ве́йерштрасс (нем. Karl Theodor Wilhelm Weierstraß; 31 октября 1815[…], Остенфельде, Вестфалия — 19 февраля 1897[…], Берлин[…]) — немецкий математик, «отец современного анализа».
Член Прусской академии наук (1856), иностранный член Парижской академии наук (1879), Лондонского королевского общества (1881), иностранный член-корреспондент (1864) и почётный член (1895) Петербургской академии наук.

## Биография
Родился в Остенфельде, предместье Эннигерло, в семье секретаря бургомистра. В 1834 году окончил с отличием гимназию в Падерборне и, по настоянию отца, поступил на юридический факультет Боннского университета. Проучившись 4 года, в течение которых вместо юриспруденции Вейерштрасс усиленно занимался математикой, он бросил университет и поступил в университет Мюнстера.
1840: работая учителем в школе (для подтверждения учительского звания нужно было ежегодно представлять своё письменное сочинение), он подготовил экзаменационную работу по теории эллиптических функций, в которой уже содержатся зачатки его будущих открытий.
1841: в новой работе Вейерштрасс установил: если последовательность аналитических функций равномерно сходится внутри некоторой области (то есть в каждом замкнутом круге, принадлежащем области), то предел последовательности — тоже функция аналитическая. Здесь ключевым условием является равномерность сходимости; это понятие и строгая теория сходимости стали одним из важнейших вкладов Вейерштрасса в обоснование анализа.
1842: по окончании Академии получает место учителя в провинциальной католической прогимназии, где проработал 14 лет. Навыки учителя в дальнейшем помогли Вейерштрассу стать лучшим преподавателем Германии, а редкое свободное время (чаще всего ночное) он использовал для математических исследований. Кроме математики, он вёл там занятия по физике, ботанике, географии, истории, немецкому языку, чистописанию и гимнастике.
1854: публикует статью по абелевым функциям, за которую Кёнигсбергский университет сразу присуждает ему степень доктора honoris causa (почётного доктора без защиты диссертации). Дирихле присылает восторженный отзыв, благодаря которому Вейерштрасс получает звание старшего учителя и давно просимый годичный отпуск.
Отдых он использовал для подготовки ещё одной блестящей статьи (1856). Александр фон Гумбольдт и Куммер помогли Вейерштрассу устроиться профессором сначала Королевского торгового Института в Берлине, а через пару месяцев — экстраординарным профессором Берлинского университета. Одновременно он избран членом Берлинской Академии наук. Берлинскому университету он отдал 40 лет жизни.
С конца 1850-х годов международная известность Вейерштрасса быстро растёт. Этим он обязан великолепному качеству своих лекций. Вот список тематики его курсов.
- Введение в теорию аналитических функций, включающее теорию действительных чисел.
- Теория эллиптических функций, приложения эллиптических функций к задачам геометрии и механики.
- Теория абелевых интегралов и функций.
- Вариационное исчисление.

Здоровье Вейерштрасса оставляет желать лучшего — сказывается постоянное переутомление в молодые годы. В 1861 году во время выступления у него начался сильный приступ головокружения — пришлось прервать лекцию. Больше Вейерштрасс никогда не читал лекции стоя — он неизменно сидел, а один из лучших студентов писал за него на доске.
1861: избран членом Баварской академии наук.
1864: назначен ординарным профессором.
1868: избран членом-корреспондентом Парижской академии наук.
1870: знакомится с двадцатилетней Софьей Ковалевской, приехавшей в Берлин для подготовки диссертации. Нежное чувство к своей Sonja Вейерштрасс пронёс сквозь всю жизнь (он так и не женился). Вейерштрасс помогает Ковалевской выбрать тему диссертации и метод подхода к решению, в дальнейшем регулярно консультирует её по сложным вопросам анализа, содействует в получении научного признания.
После защиты диссертации Ковалевская уехала, на письма учителя отвечала редко и неохотно, за исключением ситуаций, когда ей срочно требовалась консультация.
1873: избран ректором Берлинского университета.
1881: избран членом Лондонского королевского общества.
1883: после самоубийства мужа Ковалевская, оставшаяся без средств с пятилетней дочерью, приезжает в Берлин и останавливается у Вейерштрасса. Ценой огромных усилий, используя весь свой авторитет и связи, Вейерштрассу удаётся выхлопотать ей место профессора в Стокгольмском университете.
1885: 70-летие прославленного математика торжественно отмечается в общеевропейском масштабе.
1889: Вейерштрасс сильно заболел.
1891: неожиданно умирает Софья Ковалевская. Потрясённый Вейерштрасс посылает цветы на её могилу и сжигает все письма от Ковалевской (письма от него сохранились и были в начале XX века опубликованы). Состояние Вейерштрасса заметно ухудшается, он редко встаёт, занимается редактированием своего сборника трудов.
1897: после продолжительной болезни Вейерштрасс скончался от осложнений после гриппа.
В его честь был назван кратер Вейерштрасс на Луне.
Имя Вейерштрасса носит математический институт в Берлине (WIAS).

## Научная деятельность
Исследования Вейерштрасса существенно обогатили математический анализ, теорию специальных функций, вариационное исчисление, дифференциальную геометрию и линейную алгебру.
В математике Вейерштрасс стремился к ясности и строгости. Пуанкаре писал о нём: «Вейерштрасс отказывается пользоваться интуицией или по крайней мере оставляет ей только ту часть, которую не может у неё отнять».
До Вейерштрасса оснований анализа фактически не существовало. Даже Коши, который впервые ввёл стандарты строгости, многое молчаливо подразумевал. Не было теории вещественных чисел — превосходная статья Больцано (1817) осталась незамеченной. Важнейшее понятие непрерывности использовалось без какого-либо определения. Отсутствовала полная теория сходимости. Как следствие, многие теоремы содержали ошибки, нечёткие или чрезмерно широкие формулировки.

Наглядный образ «дикой» функции Вейерштрасса

Вейерштрасс завершил построение фундамента математического анализа, прояснил тёмные места, построил ряд доказательных контрпримеров (аномальных функций), например, всюду непрерывную, но нигде не дифференцируемую функцию.
Он сформулировал логическое обоснование анализа на основе построенной им теории действительных (вещественных) чисел и так называемого ε-δ-языка. Например, он строго определил на этом языке понятие непрерывности:
функция {\displaystyle f(x)} непрерывна в точке {\displaystyle x=x_{0}}, если для каждого (как угодно малого) {\displaystyle \varepsilon >0} существует {\displaystyle \delta ~>~0} такое, что{\displaystyle |x-x_{0}|<\delta \Rightarrow |f(x)-f(x_{0})|} {\displaystyle <\varepsilon } .
Одновременно он дал строгое доказательство основных свойств непрерывных функций. Приведенное определение, а также его определения предела, сходимости ряда и равномерной сходимости функций воспроизводятся без всяких изменений в современных учебниках.
Вейерштрасс систематически использовал понятия верхней и нижней грани и предельной точки числовых множеств.
Вейерштрасс доказал, что любая непрерывная функция допускает представление равномерно сходящимся рядом многочленов. Он далеко продвинул теорию эллиптических и абелевых функций, заложил основы теории целых функций и функций нескольких комплексных переменных. Создал теорию делимости степенных рядов.
Вариационное исчисление Вейерштрасс также преобразовал, придав его основаниям современный вид. Он открыл условия сильного экстремума и достаточные условия экстремума, исследовал разрывные решения классических уравнений.
В геометрии он создал теорию минимальных поверхностей, внёс вклад в теорию геодезических линий.
В линейной алгебре им разработана теория элементарных делителей.
Вейерштрасс доказал, что поле комплексных чисел — единственное коммутативное расширение поля действительных чисел без делителей нуля (1872).
О публикациях своих выдающихся лекций сам Вейерштрасс не заботился. Однако ещё при жизни начало выходить собрание его трудов; всего вышло 7 томов (последний — в 1927 г.).

## Известные ученики

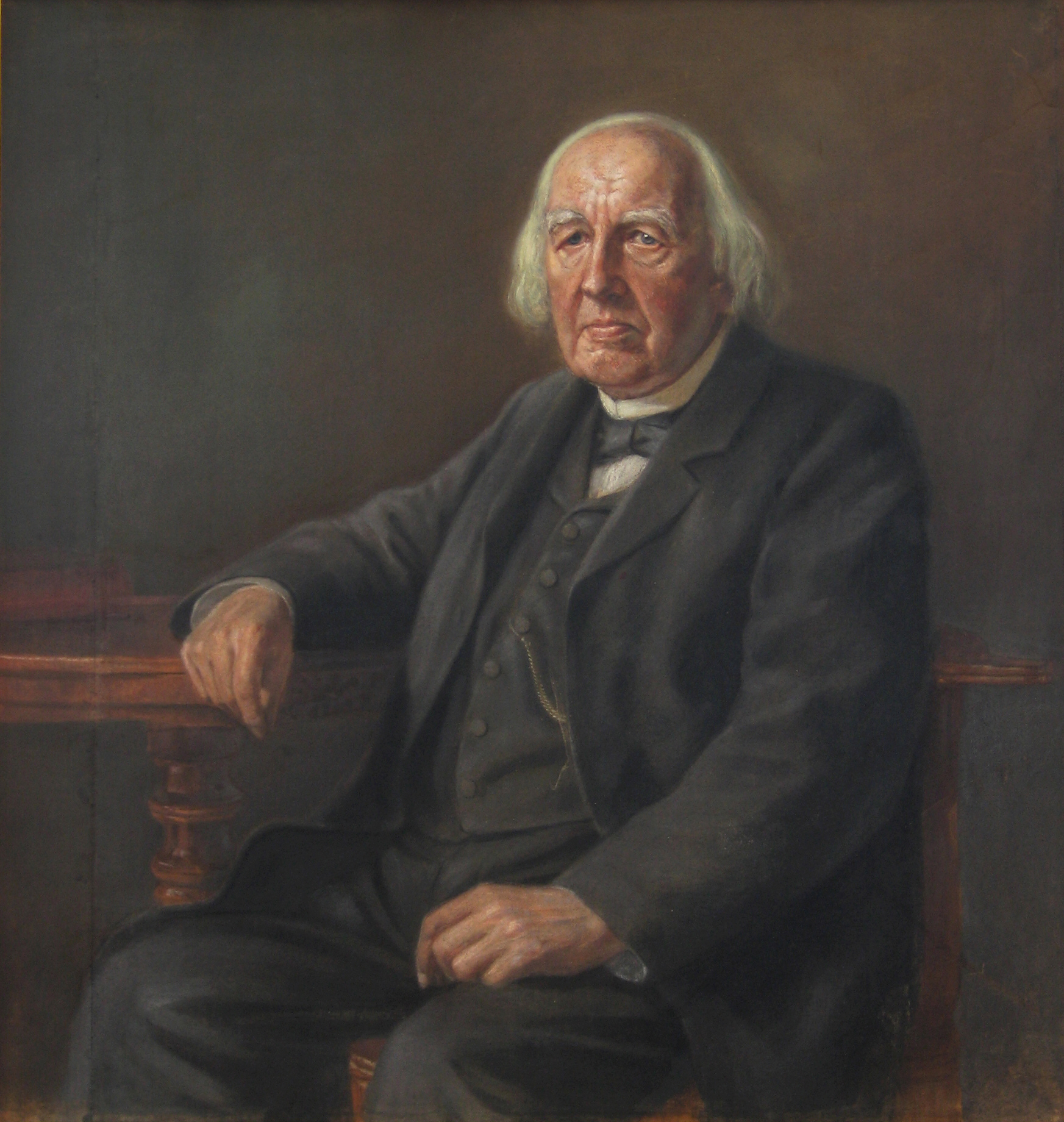
В последние годы (1895). Портрет кисти Конрада Фера, создан по личному заказу императора Вильгельма II к 70-летию Вейерштрасса

- Гуссерль, Эдмунд
- Кантор, Георг
- Киллинг, Вильгельм
- Ковалевская, Софья Васильевна
- Лерх, Матиаш
- Миттаг-Леффлер, Магнус Гёста
- Рунге, Карл
- Селиванов, Дмитрий Фёдорович
- Фробениус, Фердинанд Георг
- Фукс, Иммануэль Лазарус
- Шварц, Карл Герман Амандус
- Шёнфлис, Артур Мориц

## Труды
- «Abhandlungen-1»// Math. Werke. Bd. 1 Berlin, 1894
- «Abhandlungen-2»// Math. Werke. Bd. 2 Berlin, 1897
- «Abhandlungen-3»// Math. Werke. Bd. 3 Berlin, 1915
- «Vorl. ueber die Theorie der Abelschen Transcendenten»// Math. Werke. Bd. 4 Berlin, 1902
- «Vorl. ueber Variationsrechnung»// Math. Werke. Bd. 6 Berlin, 1927
- Digitalized versions of Weierstraß' original publications are freely available online from the library of the Berlin Brandenburgische Akademie der Wissenschaften.